# Alain Robert
lain Robert, més conegut com a «French Spiderman» («l'Home Aranya francès»), (Digoin, 7 d'agost de 1962) és un escalador francès, que va saltar a la fama en pujar façanes d'edificis emblemàtics en solo lliure, sense més eines que les seves mans i peus.

## Biografia
Als 11 anys, ja va mostrar la seva facilitat en escalada lliure integral quan va grimpar la façana de l'edifici on vivia de vuit plantes, ja que s'havia oblidat les claus dins del pis.
Anys més tard, després de pujar diversos edificis a França, la televisió veneçolana li va proposar escalar un dels gratacels més alts de Caracas, la Torre Este de Parque Central en 2002, oferint-li un vestit de Spiderman. A partir de llavors, se'l coneix com a «french Spiderman» («l'Home Aranya francès»), ja que en diverses ocasions posteriors ha seguit usant el vestit del conegut heroi aràcnid de Marvel.

## Accidents
En una entrevista en 2005, Alain Robert va dir que ha caigut set vegades en la seva vida. La pitjor caiguda va ser al setembre de 1982.
El 29 de gener de 1982, als 20 anys, va caure des de 15 metres quan el seu ancora i la seva corda van cedir durant l'entrenament fent rapel, romanent en coma durant cinc dies. Com a resultat d'aquesta caiguda va tenir fractures en tots dos avantbraços, colze, pelvis, canells, talons i nas. Va haver d'afrontar sis operacions a les seves mans i colze, el qual es va dislocar i un nervi va ser danyat, deixant-ho parcialment paralitzat. També va sofrir edema cerebral i vertigen crònic.
Els doctors el van advertir que difícilment podria tornar a escalar una altra vegada. Malgrat això, sis mesos més tard, ja estava escalant de nou.
En 1993 va caure des de 8 metres, mentre instruïa a estudiants sobre com confiar en les seves cames pujant. Va mantenir les seves mans darrere de la seva esquena sobre una ruta d'escalada fàcil, però va perdre l'equilibri i va caure de cap; se li van trencar una altra vegada ambdós canells. Va entrar en un altre coma i va passar dos mesos a l'hospital.
En 2004 va tenir una caiguda des de 2 metres pujant a un semàfor de tràfic, mentre posava per a una entrevista. Va aterrar sobre el seu colze i va necessitar catorze punts; no obstant això, tan sols un mes més tard, va pujar el gratacel més alt per aquell temps, el Taipei 101.

## Problemes legals
Rares vegades demana permís als propietaris per realitzar aquestes accions, comportant un desplegament policial i mediàtic cada vegada que decideix pujar un edifici. L'escalada, si no té el permís, acaba amb una breu detenció per part de les autoritats competents fins que paga la multa corresponent.

## Edificis urbans que ha escalat

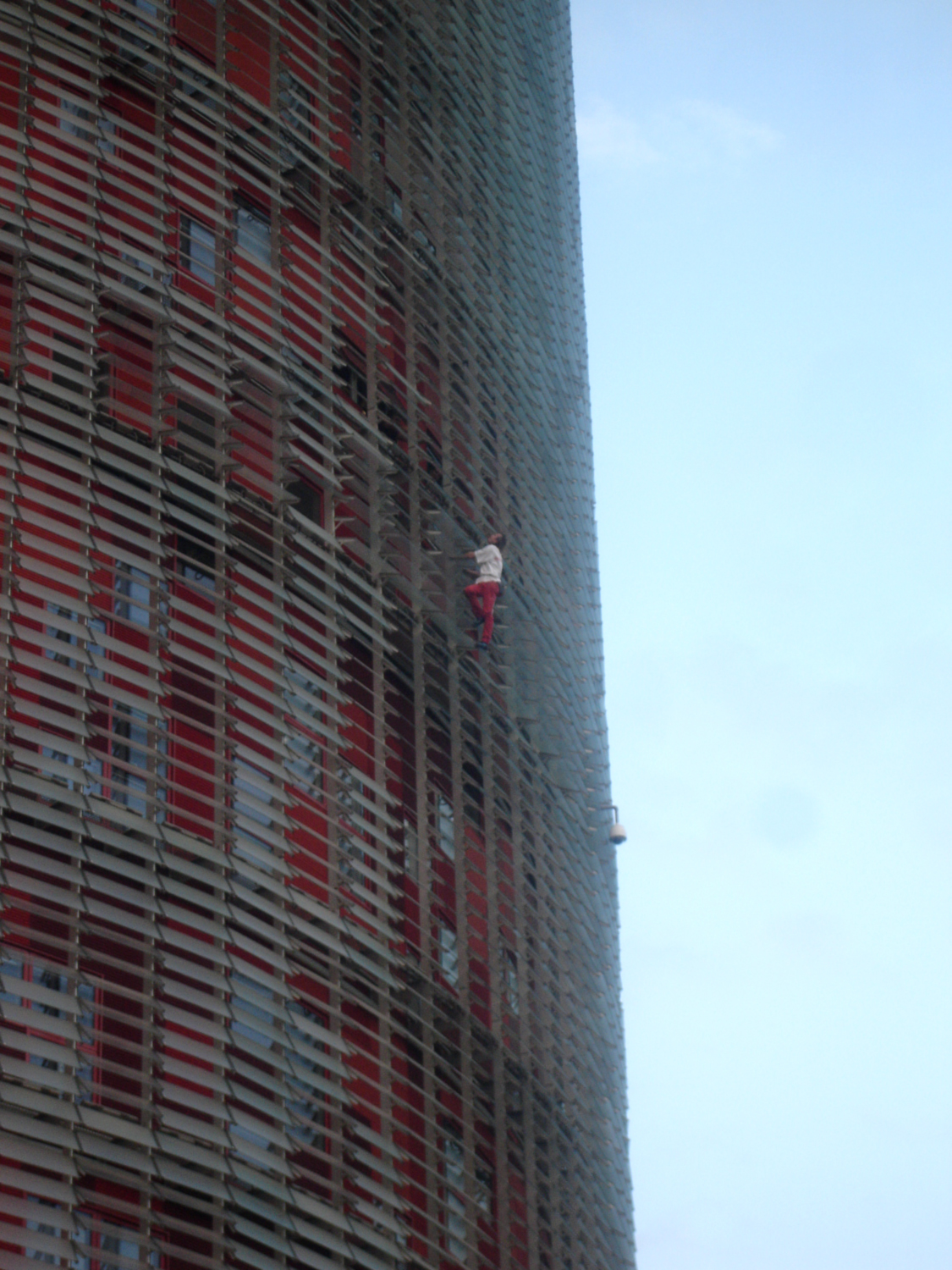
Robert escalant la Torre Agbar de Barcelona el 12 de setembre de 2007.

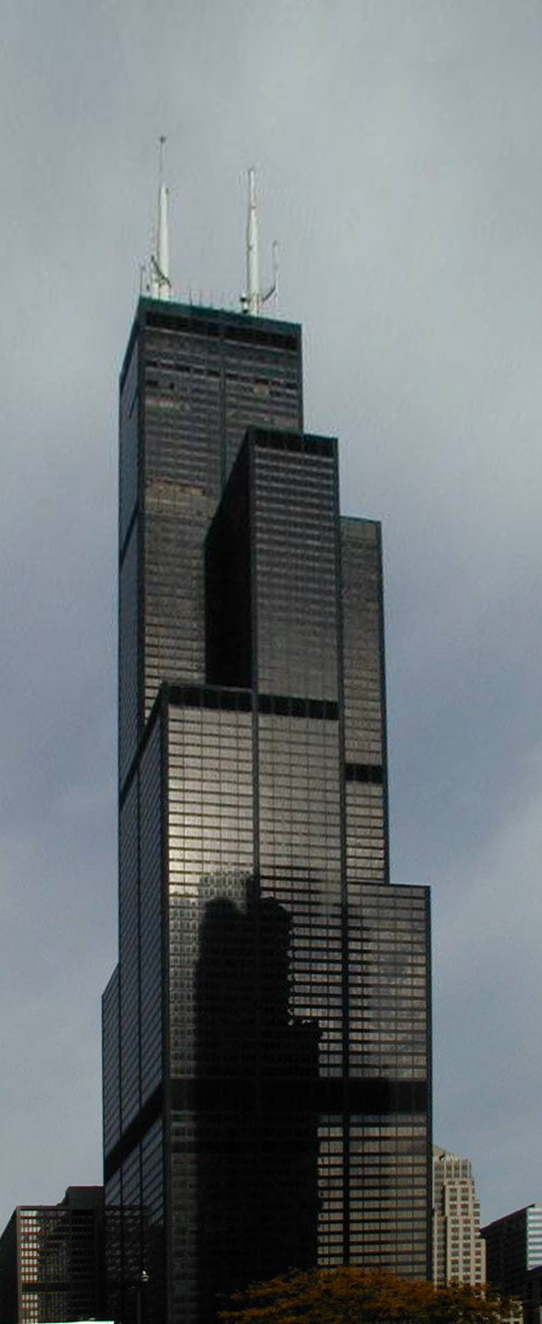
Sears Tower.

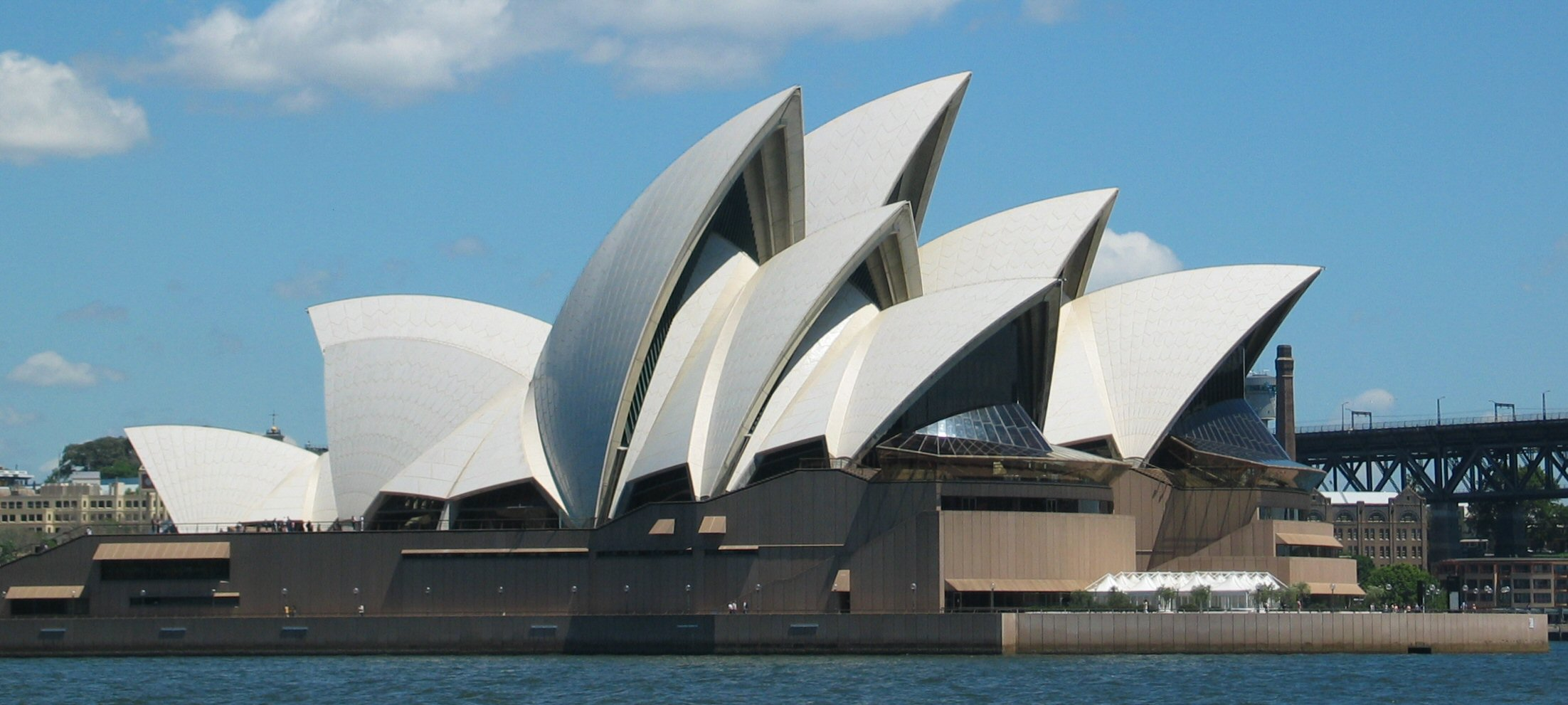
L'Òpera de Sydney.

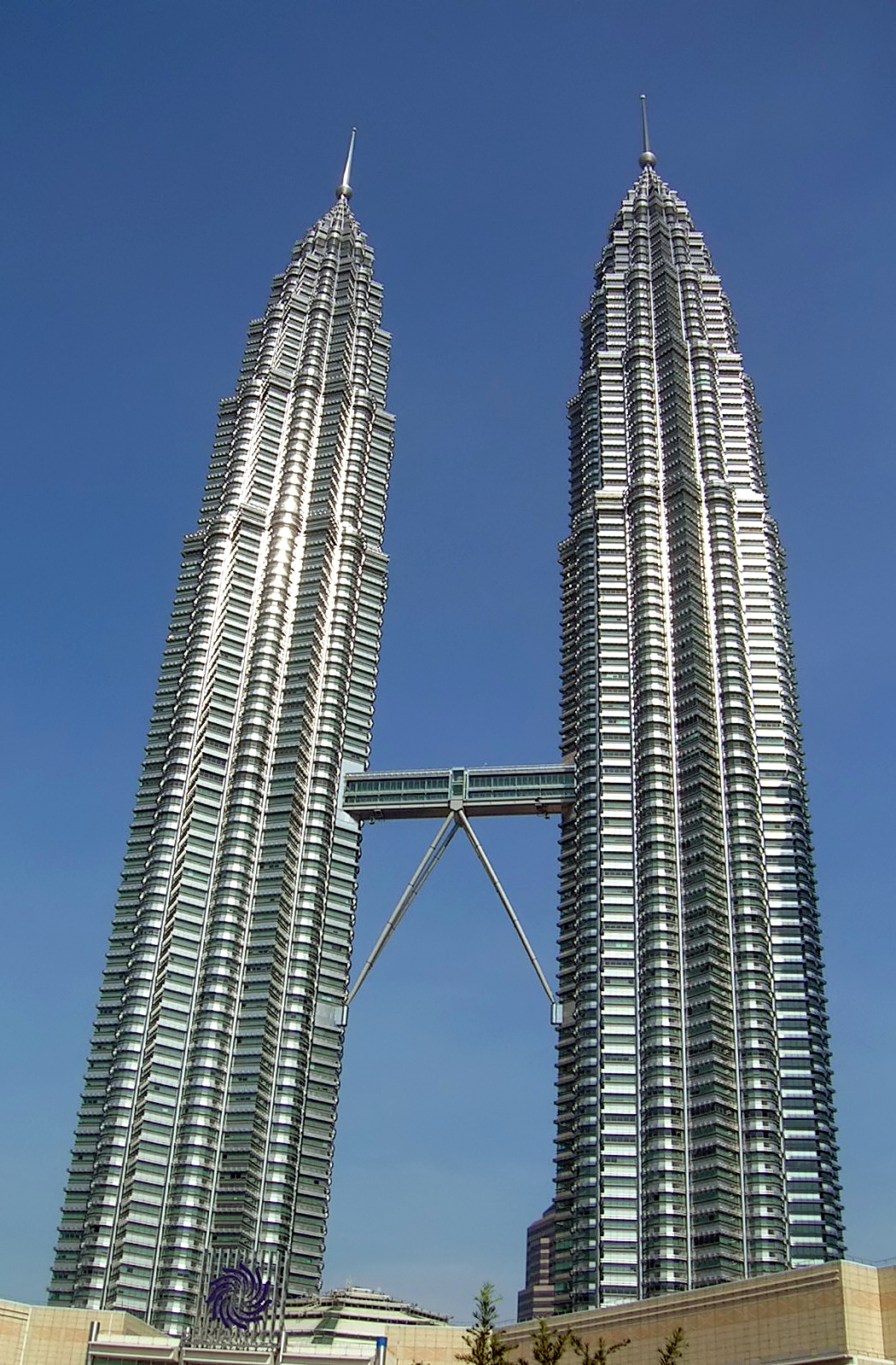
Torres bessones Petronas a Kuala Lumpur, Malàisia.

| Data             | Edifici                                     | Altura  | Ciutat               | País                    | Regió            |
| ---------------- | ------------------------------------------- | ------- | -------------------- | ----------------------- | ---------------- |
| 1994             | City Bank-Farmers Trust Company Building    | 180m    | Chicago              | Estats Units            | Amèrica del nord |
| 1994             | Calico Building                             | ?       | Nova York            | Estats Units            | Amèrica del nord |
| 1994             | Puente de Brooklyn                          | 90,6m   | Nova York            | Estats Units            | Amèrica del nord |
| 1994             | Edifici Empire State                        | 381m    | Nova York            | Estats Units            | Amèrica del nord |
| 1996             | Piràmide de l'Hotel Luxor                   | 106m    | Las Vegas            | Estats Units            | Amèrica del nord |
| 1996             | Puente Golden Gate                          | 227.4m  | San Francisco        | Estats Units            | Amèrica del nord |
| 1997             | Blue Cross, Blue Shield                     | 190.5m  | Filadèlfia           | Estats Units            | Amèrica del nord |
| 1999             | Torre Sears                                 | 443m    | Chicago              | Estats Units            | Amèrica del nord |
| 1999             | Crowne Plaza                                | ?       | Montréal             | Canadà                  | Amèrica del nord |
| 2008             | New York Times Building                     | 228m    | Nova York            | Estats Units            | Amèrica del nord |
| 2013             | Hotel Havana Lliure                         | 126m    | l'Havana             | Cuba                    | Amèrica del nord |
| 2002             | Complex Parc Central                        | 224m    | Caracas              | Veneçuela               | Amèrica del Sud  |
| 2008             | Edifici Itàlia                              | 168m    | São Paulo            | Brasil                  | Amèrica del Sud  |
| 1998             | IBM Building                                | 91m     | Johannesburg         | República de Sud-àfrica | Àfrica           |
| 1998             | Garden Court Holiday                        | ?       | Johannesburg         | República de Sud-àfrica | Àfrica           |
| 1997             | Òpera de Sydney                             | 183m    | Sydney               | Austràlia               | Austràlia        |
| 1997             | Sydney Tower                                | 305m    | Sydney               | Austràlia               | Austràlia        |
| 2009 (2 de juny) | Royal Bank of Scotland Tower                | 218m    | Sydney               | Austràlia               | Austràlia        |
| 1996             | Fare East Finance Center                    | 415m    | Hong Kong            | Hong Kong               | Àsia             |
| 1996             | Nec Building                                | ?       | Hong Kong            | Hong Kong               | Àsia             |
| 1996             | ATV Àsia                                    | ?       | Hong Kong            | Hong Kong               | Àsia             |
| 1997             | Torres Petronas                             | 452m    | Kuala Lumpur         | Malàisia                | Àsia             |
| 1997             | Sabah Fondation                             |         | Borneo               | ?                       | Àsia             |
| 1997             | Hotel Melià                                 | ?       | Kuala Lumpur         | Malàisia                | Àsia             |
| 1998             | Shinjuku Park Tower                         | 233m    | Tòquio               | Japó                    | Àsia             |
| 2000             | OUB Centre                                  | 280m    | Singapur             | Singapur                | Àsia             |
| 2003             | National Bank of Abu Dhabi                  | 175m    | Abu Dabi             | Unió dels Emirats Àrabs | Àsia             |
| 2004             | Taipei 101                                  | 508m    | Taipéi               | Taiwan                  | Àsia             |
| 2007             | Torres Petronas                             | 452m    | Kuala Lumpur         | Malàisia                | Àsia             |
| 2007             | Jin Mao                                     | 420m    | Shanghái             | Xina                    | Àsia             |
| 2011             | Burj Khalifa                                | 828m    | Dubái                | Unió dels Emirats Àrabs | Àsia             |
| 2019             | Cheung Kong                                 | 283m    | Hong Kong            | Hong Kong               | Àsia             |
| 1994             | ELF Aquitaine                               | 187m    | La Défense, París    | França                  | Europa           |
| 1994             | Tour Franklin                               | 120m    | La Défense, París    | França                  | Europa           |
| 1995             | Els Mercurials                              | 122m    | París                | França                  | Europa           |
| 1995             | Torre Montparnasse                          | 209m    | París                | França                  | Europa           |
| 1995             | Tour Gan                                    | 179m    | La Défense, París    | França                  | Europa           |
| 1995             | Biblioteca Nacional de França               | 100m    | París                | França                  | Europa           |
| 1995             | Tour TF1                                    | 59m     | París                | França                  | Europa           |
| 1996             | Tour de l'Europe                            | 99m     | Valence              | França                  | Europa           |
| 1996             | Tour Cristall                               | 100m    | París                | França                  | Europa           |
| 1996             | Torre Eiffel                                | 300m    | París                | França                  | Europa           |
| 1997             | Tour de Crest                               | 52m     | Crest                | França                  | Europa           |
| 1997             | Hotel Concorde La Fayette                   | 137m    | París                | França                  | Europa           |
| 1998             | Obelisc de Luxor a la Plaça de la Concòrdia | 23m     | París                | França                  | Europa           |
| 1998             | Basílica del Sacré Cœur                     | 80m     | París                | França                  | Europa           |
| 1998             | Mairie de Valence                           | ?       | Valence (Drôme)      | França                  | Europa           |
| 1998             | Tour Areva                                  | 180m    | La Défense, París    | França                  | Europa           |
| 1998             | Piràmide del Museu del Louvre               | 21.64m  | París                | França                  | Europa           |
| 1999             | Arc de la Defensa                           | 110.90m | La Défense, París    | França                  | Europa           |
| 1999             | Tour Total                                  | 187m    | La Défense, París    | França                  | Europa           |
| 2000             | Obelisc de Luxor a la Plaça de la Concòrdia | 23m     | París                | França                  | Europa           |
| 2000             | Maison Consulaire                           | ?       | Pézenas              | França                  | Europa           |
| 2000             | Mairie de Pau                               | ?       | Pau                  | França                  | Europa           |
| 2000             | Mairie de Pézenas                           | ?       | Pézenas              | França                  | Europa           |
| 2001             | Tour Total                                  | 187m    | La Défense, París    | França                  | Europa           |
| 2002             | Tour Franklin                               | 120m    | La Défense, París    | França                  | Europa           |
| 2003             | Tour Total                                  | 187m    | La Défense, París    | França                  | Europa           |
| 2004             | Li Saint Georges                            | ?       | Tolosa de Llenguadoc | França                  | Europa           |
| 2004             | Torre Montparnasse                          | 209m    | París                | França                  | Europa           |
| 2005             | Tour Cristall                               | 100m    | París                | França                  | Europa           |
| 2006             | Els Mercurials                              | 122m    | París                | França                  | Europa           |
| 1995             | One Canada Square                           | 237m    | Londres              | Anglaterra              | Europa           |
| 1995             | Silver Tower                                | 135m    | Frankfurt            | Alemanya                | Europa           |
| 1995             | Banca di Milano                             | ?       | Milà                 | Itàlia                  | Europa           |
| 1998             | Torres bessones del Deutsche Bank           | 155m    | Frankfurt            | Alemanya                | Europa           |
| 1998             | Hotel Marriott                              | ?       | Varsòvia             | Polònia                 | Europa           |
| 1999             | Hotel Arts                                  | 154m    | Barcelona            | Espanya                 | Europa           |
| 1999             | Maison d'édition                            | ?       | Berlín               | Alemanya                | Europa           |
| 2002             | One Canada Square                           | 237m    | Londres              | Anglaterra              | Europa           |
| 2003             | Lloyd's building                            | 95m     | Londres              | Anglaterra              | Europa           |
| 2006             | Torre Agbar                                 | 144m    | Barcelona            | Espanya                 | Europa           |
| 2006             | Torre Basc de Gamma                         | 145m    | Lisboa               | Portugal                | Europa           |
| 2007             | Torre Devis                                 | 106m    | Berlín               | Alemanya                | Europa           |
| 2007             | Torre Agbar                                 | 144m    | Barcelona            | Espanya                 | Europa           |
| 2017             | Hotel Melià Sky BCN                         | 144m    | Barcelona            | Espanya                 | Europa           |
| 2016             | Torre Agbar                                 | 144m    | Barcelona            |                         |                  |